# Hemerocampa bipuncta
Hemerocampa bipuncta är en fjärilsart som beskrevs av Max Wilhelm Karl Draudt 1927. Hemerocampa bipuncta ingår i släktet Hemerocampa och familjen tofsspinnare. Inga underarter finns listade i Catalogue of Life.